# Kanton Nay-Est
Kanton Nay-Est (francouzsky Canton de Nay-Est) je francouzský kanton v departementu Pyrénées-Atlantiques v regionu Akvitánie. Tvoří ho 15 obcí.

## Obce kantonu
- Angaïs
- Baudreix
- Bénéjacq
- Beuste
- Boeil-Bezing
- Bordères
- Bordes
- Coarraze
- Igon
- Lagos
- Lestelle-Bétharram
- Mirepeix
- Montaut
- Nay (východní část)
- Saint-Vincent